# Baciu
Baciu es una comuna de Rumanía, en el distrito de Cluj. Su población en el censo de 2002 era de 8.162 habitantes.
- Datos: Q16426143

1. ↑  Worldpostalcodes.org,código postal n.º 407055.